# Udamopyga smagra
Udamopyga smagra är en tvåvingeart som beskrevs av Hall 1938. Udamopyga smagra ingår i släktet Udamopyga och familjen köttflugor. Inga underarter finns listade i Catalogue of Life.